# Dinkelshausen

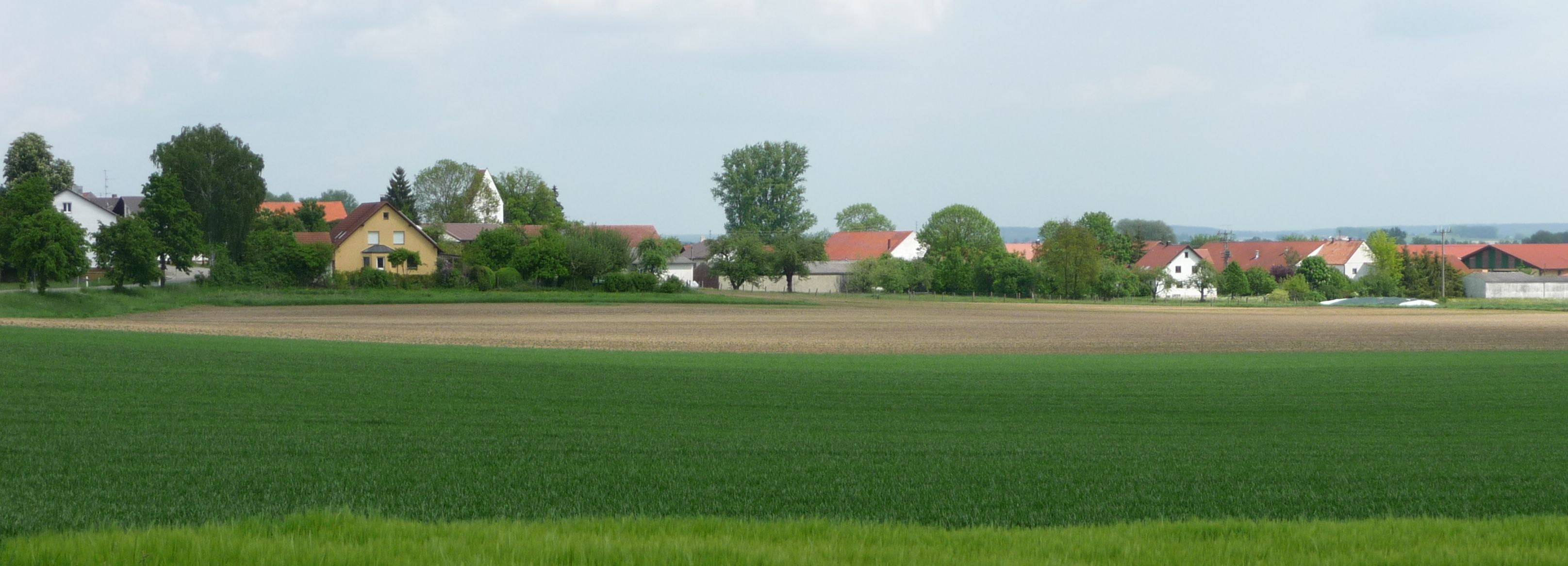
Panoramablick auf Dinkelshausen

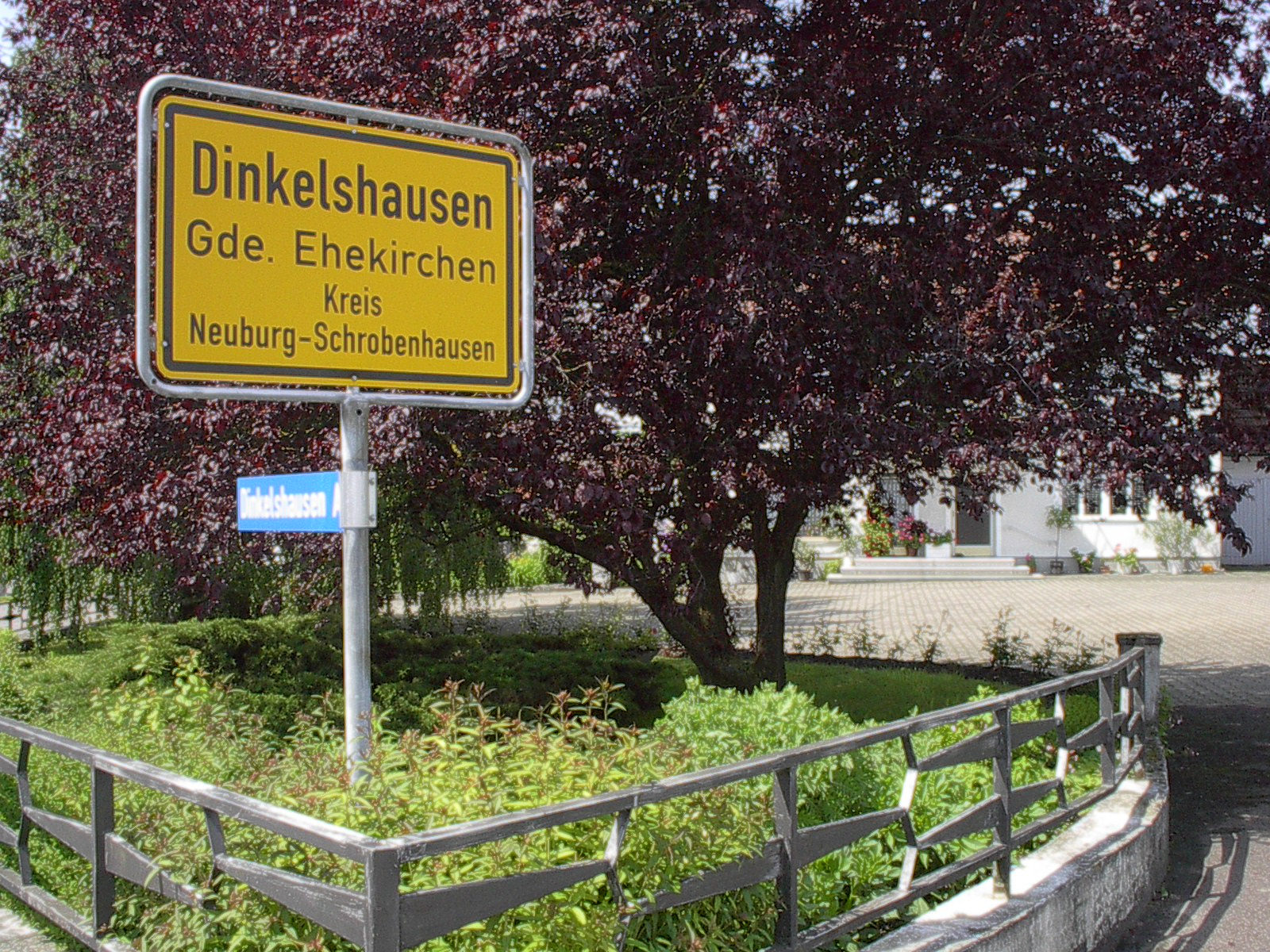
Das Ortsschild Dinkelshausen

Dinkelshausen ist Gemeindeteil der vier Kilometer entfernten Gemeinde Ehekirchen im oberbayerischen Landkreis Neuburg-Schrobenhausen. 

## Gemeinde und Gemarkung
Der einst selbstständige, unmittelbar an das Donaumoos grenzende oberbayerische Ort wurde bei der Gemeindegebietsreform zum 1. Mai 1978 der Gemeinde Ehekirchen zugeschlagen.
Zur Gemarkung Dinkelshausen gehören 2 Ortsteile:
- Dinkelshausen (Pfarrdorf)
- Kehrhof (Einöde)

## Ortsgeschichte

### Auf den Spuren des Ortes
Der Endung ...hausen nach zu schließen dürfte die Ortsgründung auf die Zeit zwischen 650 und 700 zurückgehen. Funde aus der Bronzezeit bestätigen, dass schon sehr früh hier Menschen lebten.
Die erste Namensnennung von Dinkelshausen aus dem Jahre 1155 ist im Kloster Neustift bei Brixen entdeckt worden. Im Lehenbuch des Neuburger Benediktinerinnenklosters taucht der Name Dinkelshausen 1374 erstmals auf. Im 14. Jahrhundert waren 4 Höfe sowie 17 Sölden und Leerhäusler (Hausbesitzer ohne Grund und Boden) verzeichnet. Die großen Bauern nutzten gemeindliche Viehweiden; die Häusler Ödflächen und Wegränder.
Im Dreißigjährigen Krieg brannten die Schweden sieben Wohnhäuser nieder, drei davon wurden nicht mehr aufgebaut. Nach Plünderungen waren 1648 von den 150 Rindern 18 Ochsen und 34 Kühe übrig, dazu 14 Pferde. Auch die Schäden an der Kirche waren erheblich. 1727 wurde der unverteilte Gemeindegrund zu Krautgärten für die einzelnen Gehöfte aufgeteilt.
1796 hausten die Franzosen in dieser Gegend. Dabei wurde ein französischer Quartiermacher beim Moosbauern von Knechten erschlagen. Während der Napoleonischen Kriege zwischen 1805 und 1815 fielen der Gedenktafel an der Kirchenmauer zufolge zwei Männer.
1848 wurde der Zehnt abgeschafft, 1859 gab es eine große Gemeindegrundverteilung, jedes Haus bekam 8 Tagwerk Grund zugeteilt. Zu dieser Zeit bestand Dinkelshausen aus 21 Wohnhäusern mit 26 Familien und 144 Seelen.
Am 17. Juni 1944 warf ein feindliches Flugzeug Brandbomben und setzte damit die Scheune von Johann Baur in Brand.
Unter der Regie von Bürgermeister Josef Förg (1952–1978) erblühte die Gemeinde. Mittels staatlicher Zuschüsse investierte sie in den Wegebau und sanierte zwölf Kilometer Ortswege. 1962 bekam der Ort eine Straßenbeleuchtung. Von 1967 bis 1968 wurde die Entwässerung mit Erdklärbecken installiert.
Am 1. Mai 1978 wurde die Gemeinde Dinkelshausen aufgelöst. Ihr größter Teil wurde der Gemeinde Ehekirchen zugewiesen. Ein Teil wechselte nach Königsmoos.

### Einwohnerbewegung
Dinkelshausen ist kaum über seine ursprüngliche Größe hinausgewachsen. Im Jahre 1500 wurden 110 Einwohner registriert. Hundert Jahre später waren es kaum zehn Personen mehr. Der Dreißigjährige Krieg hinterließ seine Spuren, 1650 registrierte das Pfarrbuch 98 Personen. Bis zum Jahre 1800 steigerte sich die Einwohnerzahl auf 108 und wuchs danach an. 1900 wurden 199 Bewohner erreicht und 1939 sind es ganze 208.
Die höchste Einwohnerzahl gab es in Dinkelshausen im Jahre 1946. Vielen Heimatvertriebenen musste eine Unterkunft gewährt werden. Dinkelshausen zählte nun 293 Einwohner. Für viele war es nur eine Durchgangsstation. 1962 meldet die Statistik 218 und 1972 schließlich 191 Einwohner.

### Die Schule
Die Schule befand sich im benachbarten Hollenbach, was einen Fußmarsch von 2,2 Kilometer bedeutete. Verschiedene Pläne einer eigenen Schule scheiterten.
1969 wurden Dinkelshausen und Hollenbach dem Schulverband Ehekirchen zugeschlagen; seitdem besteht Schulbusverkehr.

### Tiefbrunnen mit Transmissionsantrieb
1920 wollten drei Bauern von Dinkelshausen gemeinsam gegen den Widerstand des Ortspfarrers einen Tiefbrunnen anlegen. 1921 erreichte man bei 47 Metern Felsen. Am 20. März 1922 gelangte man bei 57 Metern an Wasser. Mit einer Transmission des Futterschneidwerkes wurde das Wasserpumpwerk angetrieben. Später wurde sie durch einen Benzinmotor ersetzt.
Nach dem Zweiten Weltkrieg legten die Ortsbewohner in jedem Anwesen einen Tiefbrunnen an.

### Eine Dreschmaschine für einen Rucksack voll Geld
Für die Ernte nutzte man ursprünglich die Lohndrescher aus dem Donaumoos, von Seiboldsdorf und aus Weidorf. Am 10. März 1922 wurde eine „Epple & Buxbaum-Dreschmaschine“ aus Augsburg angeschafft.
Es war gerade Inflationszeit, als dieser Kauf getätigt wurde. Billionen kostete die Dreschmaschine und für die Geldscheine war ein ganzer Rucksack erforderlich.
Für den Antrieb wurde auch in einen neuen Transformator investiert. Aber er reichte mit seinen Kräften nur für die Dreschmaschine. Das Elektrizitätswerk machte deshalb zur Bedingung, dass während der Druschzeit sämtliche anderen Motoren abgeschaltet sein müssen. Nach dem Zweiten Weltkrieg kam eine zweite Dreschmaschine dazu. Beide waren bis zum Mähdreschereinsatz 1958 in Betrieb.

### Das Hirtenwesen
Es war einmal, so muss man heute sagen und es klingt wie im Märchen, nämlich das Hirtenwesen. Schon morgens um 5 Uhr schnalzte der Hüter durch das Dorf, dann war es Zeit, die Tiere aus dem Stall zu lassen für den Auftrieb auf die Weide. Die Pferde waren als erste an der Reihe. Eine Stunde später waren abermals die knallenden Peitschenhiebe zu hören, jetzt sammelte der Hirte die Rinder. Um sieben Uhr drehte der Hirte ebenfalls seine knallende Runde, denn die Schweine brauchten ebenfalls ihren Auslauf. Bei den Gänsen änderte sich das Vorzeichen, diesmal wurden die Schnattertiere mit der Pfeife gesammelt. Etwa 300 Tagwerk Gemeindegrund standen als Weide zur Verfügung.
Der Hirte hatte gewisse Ritualien. So ging er jede Woche einmal im Ort zu einem anderen Bauern und bekam von dort dann Sonntagsbrot, das in der Regel sehr reichlich ausfiel.
Den Rindern wurde vor dem alljährlichen Austrieb die Hörner abgeschnitten, auch dies war die Arbeit des Hirten, pro Stück Hornvieh kassierte er zwei Mark als Lohn.
Auch ein eigenes Stück Viehweide stand dem Hüter zur Verfügung. Er durfte außerdem bei jedem Bauern Torf stechen und einige Bifänge an Kartoffeln legen und ernten.
Ein großer Festtag war die „Kirchweih“. Hier wurden bereits Nachmittag drei Uhr die Tiere eingetrieben. Anschließend ging er mit dem Knecht reihum zu den Bauern. Dort wurden sie ausgespeist und reichlich mit Getränken versorgt.
Für die Unterkunft brauchte sich keiner der Hüter Gedanken machen. Für ihn und seine Familie stellte die Gemeinde das so genannte Hüthaus zur Verfügung. Von 1945 bis 1956 gab es in Dinkelshausen den letzten Viehhirten. Das Hirthaus ist abgerissen, an dessen Stelle steht heute das Feuerwehrhaus.

### Die Ziegelei – ein blühendes Gewerbe
Nichts erinnert heute mehr an die einstigen Ziegeleien in Dinkelshausen, neun an der Zahl. Es gab dazu noch einen Ziegelstadel. Die Spuren sind heute alle verwischt. In der Nähe des Geißberg in Richtung Kehrhof war der richtige Ziegellehm zu finden. Der Lehm wurde gestochen, auf den Wagen geladen, nach Hause transportiert und in eine Lehmgrube geschüttet. „Man nehme Lehm, schütte Wasser hinzu und knete das Ganze zu einem Teig“, so lautete das Rezept. Das Material wurde zu Steinformaten geschnitten und dann zum Vortrocknen gelagert. Abschließend kamen die vorgetrockneten Steine in den Ziegelofen. Mit Torf aus dem Donaumoos wurde das Feuer geschürt. Oben wurde der Ofen mit Lehm abgedeckt, damit die Hitze erhalten blieb. Drei Tage und drei Nächte loderte das Feuer, bis die Steine aus dem Ofen genommen werden konnten. Dieser Brandzeremonie folgte ein kleines Fest. Die Ziegelsteine wurden in der ganzen Umgebung verkauft. Auch für den Festungsbau in Ingolstadt (1830–1849) haben die Dinkelshauser Steine geliefert. Es wurden aber auch Dachplatten, wie Biberschwänze, hergestellt. Etwa bis 1938 dampften und qualmten die Ziegelöfen.

## Kirchengeschichte

### Pfarrei Dinkelshausen und der wiederholte Besitzwechsel

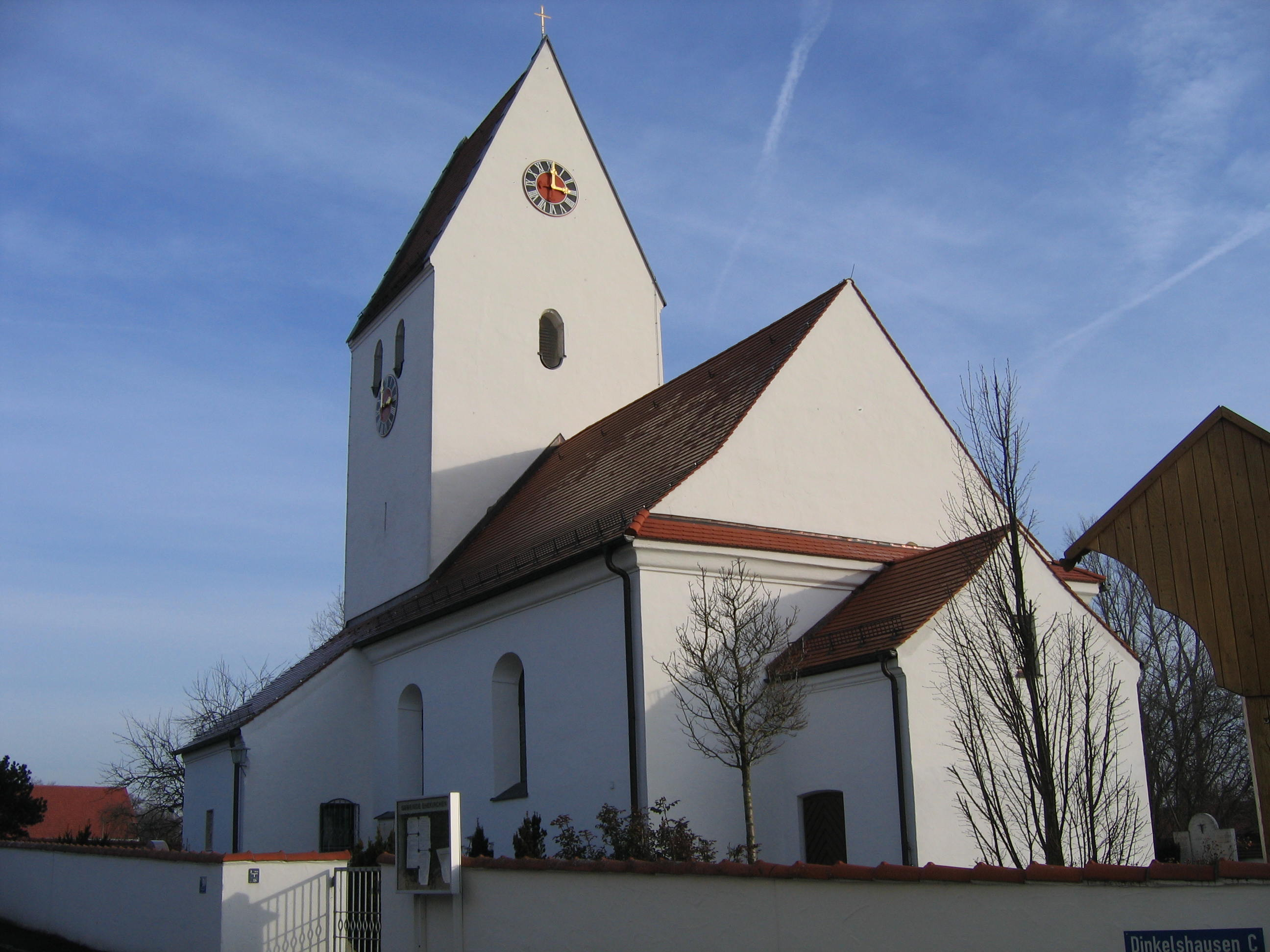
Die Pfarrkirche St. Gertrud

Ursprünglich bildete Dinkelshausen eine eigene Pfarrei. Die Ursprungszeit ist jedoch nicht bekannt. Im Lehenbuch der Benediktinerinnen in Neuburg ist bereits 1374 eine Kirche erwähnt. Die Pfarrei verfügte zu dieser Zeit über 30 Tagwerk Pfarrpfründe.
Etwa seit 1450 steht die heutige Kirche, die lediglich kleine bauliche Veränderungen aufweist und des Öfteren renoviert wurde.
Kurfürst Ottheinrich führte 1542 die Reformation auch in Dinkelshausen ein. Doch Kurfürst Wolfgang Wilhelm kehrte zum katholischen Glauben zurück, damit wurde auch Dinkelshausen abermals katholisch. Die nach Neuburg geholten mit der Rekatholisierung betrauten Jesuiten bekamen dafür die Rechte an Dinkelshausen, die einst dem aufgelösten Benediktinerinnenkloster gehörten. 1773 wurde der Jesuitenorden aufgehoben. Den Besitz übernahmen die Malteser. Dieser Orden wurde 1808 aufgelöst und der König von Bayern Besitznachfolger. Die jeweiligen Besitzer besaßen auch das Präsentationsrecht, das Vorschlagsrecht für einen Geistlichen.
Der kleine Ort Dinkelshausen hatte bis 1925 einen eigenen Pfarrer. 1895 kam lediglich der Kehrhof dazu. Ein Epitaph erinnert an den letzten Pfarrer von Dinkelshausen, Anselm Nötzli, einen gebürtigen Schweizer. Heute gehört die Pfarrei zur Pfarreiengemeinschaft Ehekirchen in der Diözese Augsburg.

### Das Bauwerk Kirche

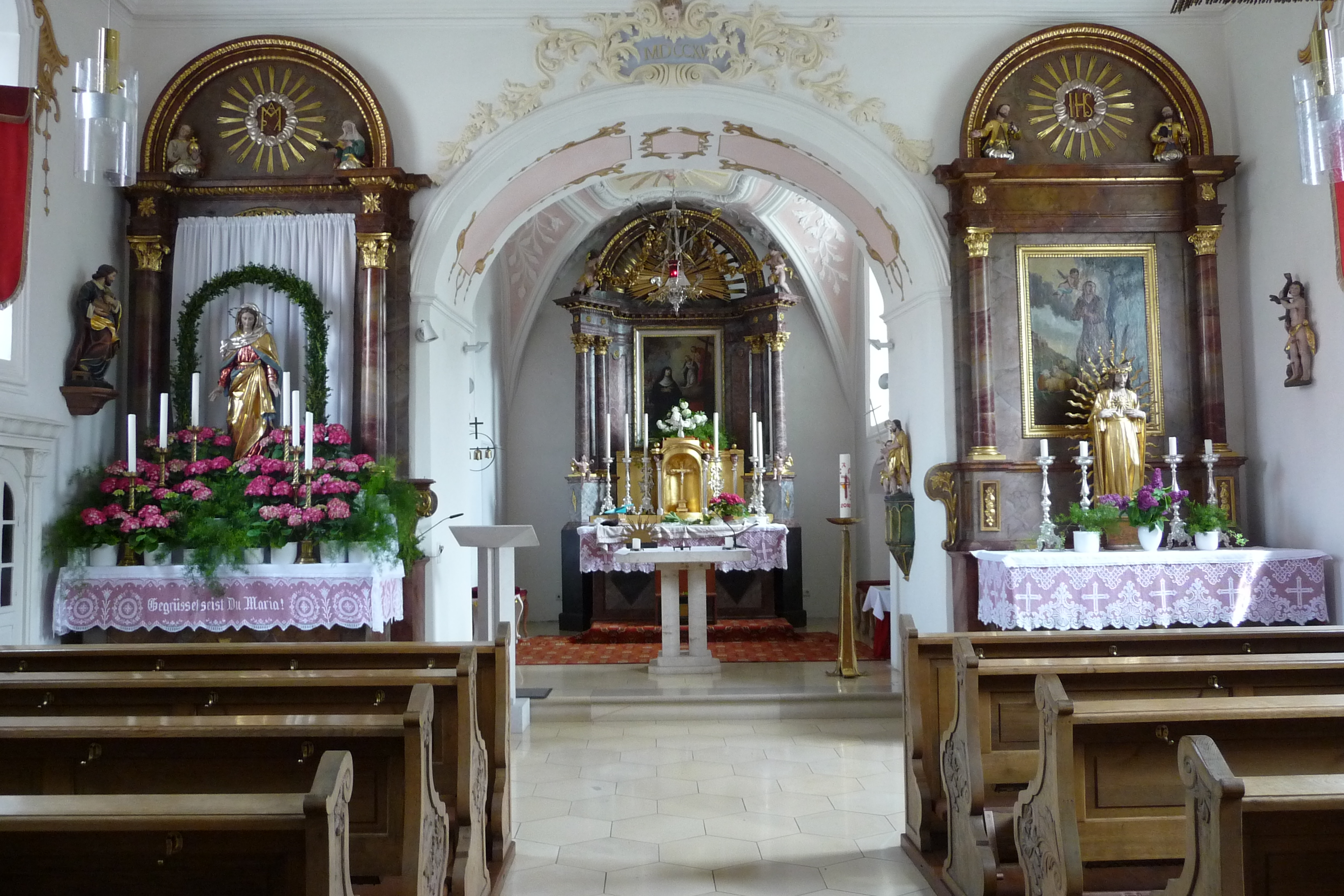
Der Chorraum mit den drei Altären

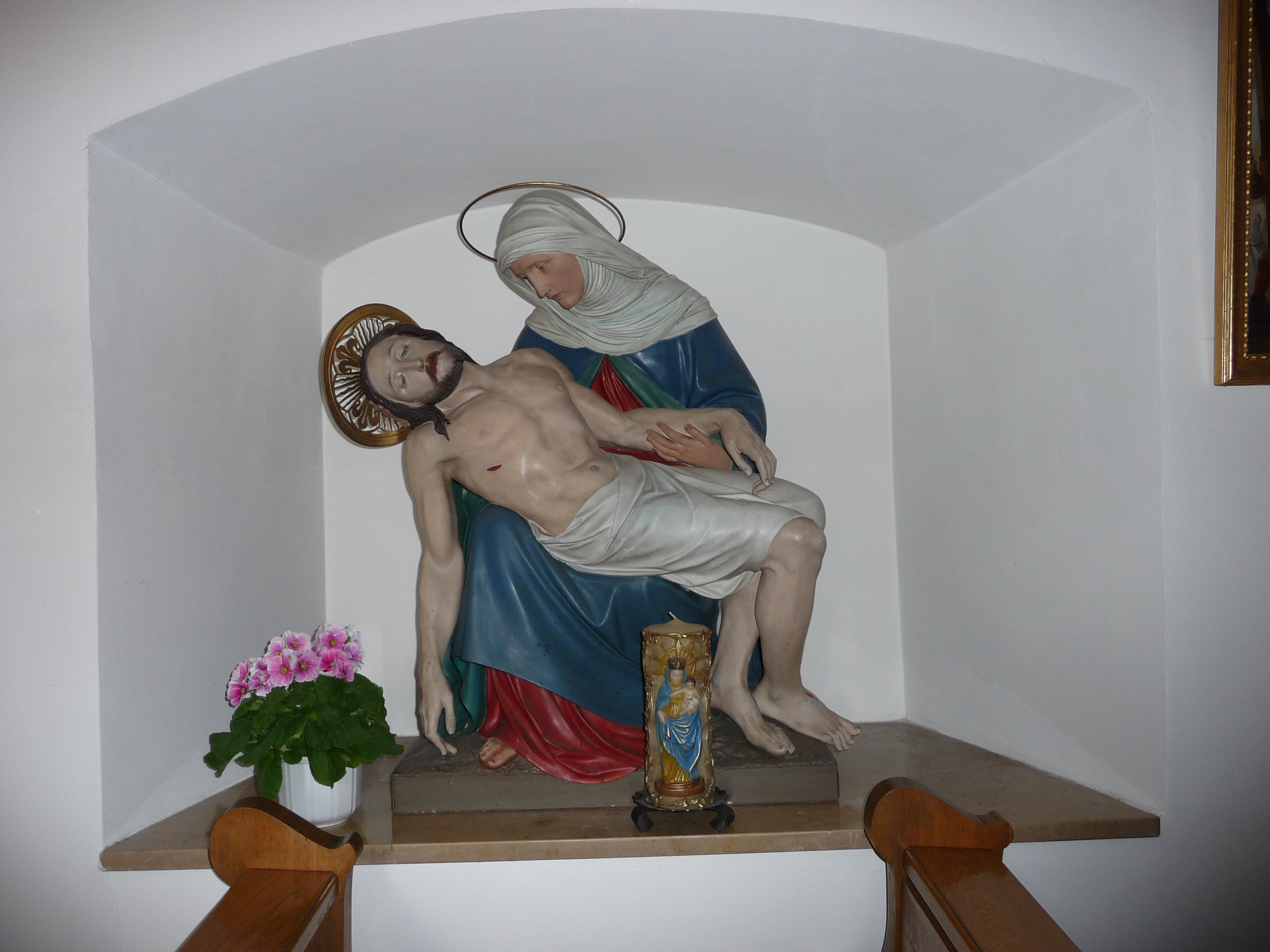
Die Pieta in einer Seitennische

Die Chorturmkirche liegt etwas versteckt in einer Niederung, umgeben von Häusern.
Der Sakralbau ist der Heiligen Gertrud von Helfta geweiht. Die Schweden setzten im Dreißigjährigen Krieg dem Gebäude erheblich zu. Erst unter Pfarrer Balthasar Bauer wurden im Jahre 1677 die Schäden behoben. 1715 erfolgte eine weitere Renovierung. Die Kirchenfenster sowie die Schallöffnung im Turm bekamen die heutige Form. Die Decke wurde mit Stuck versehen und der Chorbogen mit Akanthusranken, Blüten und Blattzweigen ausgeschmückt. Über dem Hochaltar weist seitdem ein brennendes Herz auf die Herz-Jesu-Verehrung der heiligen Gertrud hin.
Unter Pfarrer Wolf (1742–1773) wurden Kirche und Friedhofsmauer instand gesetzt und verschönert.
Der Chorraum umfasst den Hochaltar mit der Darstellung der heiligen Gertrud, den linken Seitenaltar mit der Gottesmutter Maria und den rechten Seitenaltar mit dem Bild des heiligen Wendelin. Das Altarbild des letzteren hat Georg Kaiser, Vater des oberbayerischen Landschaftsmalers Ernst Kaiser, 1833 geschaffen. Die Emporenbrüstung zeigt als Gemälde Christus mit den zwölf Aposteln. Im Kirchenschiff ist ein Deckenfresko mit dem heiligen Geist in der Gestalt einer Taube. Weiter finden wir Embleme aus dem Leben der heiligen Gertrud. Eine Pietà befindet sich an einer Seitenwand der Kirche, eine Kreuzigungsgruppe an der äußeren Kirchenwand.

### Die Glocken und die Kriegsbeute
Im Kirchturm von Dinkelshausen befanden sich drei Glocken. Im Ersten Weltkrieg wurden zwei Glocken eingeschmolzen, die im Jahre 1925 durch zwei Bronzeglocken ersetzt wurden.
1942 wurden wiederum zwei Glocken entfernt. Aber am 9. November 1948 wurden drei Stahlglocken geweiht, denen im Jahre 1983 eine weitere Glocke zugesellt wurde. Die alte verbliebene Glocke kaufte Fernmittenhausen für seine Kirche.

### Renovierung
Bei den Renovierungen leistete man nicht nur finanzielle Beiträge, auch Hand- und Spanndienste wurden übernommen. 1887 wurde ein Blitzableiter installiert, 1896 die Kirchenuhr mit Hilfe öffentlicher Zuschüsse repariert.
1910 erfolgte eine Außenrenovierung, 1914 eine Innenrenovierung; der Kehrhofbauer stiftete den Kreuzweg. Von 1951 bis 1960 erfolgten weitere Renovierungen und Modernisierungen wie: Außeninstandsetzung und Neueindeckung des Daches, Erneuerung des Turmaufstiegs, Entfeuchtung des Kirchenschiffes, Installation eines elektrischen Geläutes, sowie Einbau einer neuen Orgel.
Kurz vor der Eingemeindung erfolgte wieder eine Innen- und Außenrenovierung der Kirche: der Turm wurde verputzt, die Zifferblätter der Uhr erneuert, in der Kirche ein neuer Boden verlegt sowie neue Bänke und eine elektrische Heizung installiert.

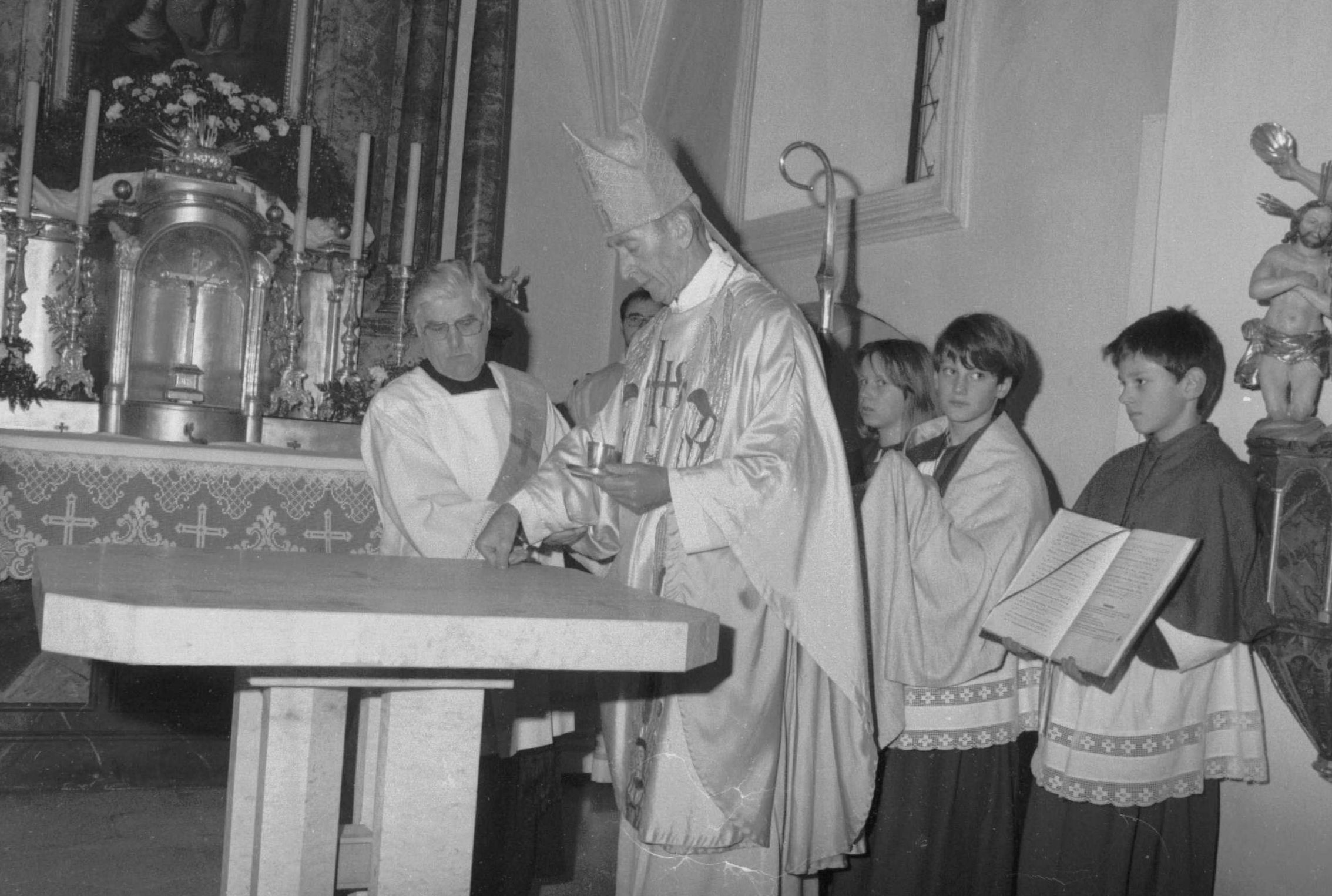
Weihe des Volksaltars mit Weihbischof Rudolf Schmid und Diakon Alfred Festl

1993 weihte Weihbischof Rudolf Schmid den neuen Volksaltar mit Reliquien der heiligen Christina und des heiligen Polykarp.
Die Kirchenmauer war 1942 teilweise eingestürzt und wurde 1949 mit Kies aus Resten des benachbarten zerbombten Zeller Flugplatzes repariert.
Ein Jahr später wurde der Friedhof verschönt und die Gräber gedreht. Ein neues Leichenhaus wurde in den sechziger Jahren erbaut und ein Leichenwagen angeschafft. Kurz vor der Eingemeindung ist der Gottesacker neu angelegt und vergrößert worden.